# ماري إيلا والر
ماري إيلا والر (بالإنجليزية: Mary Ella Waller)‏ هي مترجمة أمريكية، ولدت في 1855 في بوسطن في الولايات المتحدة، وتوفيت في 1938 في ويليسلي (ماساتشوستس) في الولايات المتحدة.